# Stare godło
Stare godło (tyt. oryg. Emblema e dikurshme) – albański film fabularny z roku 1979 w reżyserii Ylli Pepo, na podstawie opowiadań Ismaila Kadare pod tym samym tytułem.

## Opis fabuły
Grupa albańskich geologów rozpoczyna badania złoża ropy naftowej w miejscu, w którym wcześniej próbowali je zlokalizować specjaliści radzieccy. Odkrycia dokonał inżynier Bardhyl z pomocą miejscowej nauczycielki. W czasie spaceru odnaleźli w małym wiejskim kościółku resztki tajemniczego starego godła.

## Obsada
- Serafin Fanko jako inż. Bardhyl
- Rajmonda Bulku jako nauczycielka
- Tinka Kurti jako Patra
- Robert Ndrenika jako Hill Minga
- Mirush Kabashi jako człowiek z butelką
- Ndrek Prela jako Lolo Shtembari
- Prokop Mima jako Stefan
- Pushkin Lubonja jako śledczy
- Merkur Bozgo
- Katerina Kote
- Andrea Pepi